# Hmeliv, Romnî
Hmeliv (în ucraineană Хмелів) este localitatea de reședință a comunei Hmeliv din raionul Romnî, regiunea Sumî, Ucraina.

## Demografie
Componența lingvistică a localității Hmeliv
     Ucraineană (98,31%)
     Rusă (1,56%)
     Alte limbi (0,13%)
Conform recensământului din 2001, majoritatea populației localității Hmeliv era vorbitoare de ucraineană (98,31%), existând în minoritate și vorbitori de rusă (1,56%).